# Тишина (ТВ серија)
Тишина (енгл. El silencio) шпанска је телевизијска серија коју је створио Аитор Габилондо за Netflix. Приказана је 19. маја 2023. године.

## Радња
Серхио није проговорио откад је пре шест година убио своје родитеље. Његова психијатрица сада изопаченом истрагом покушава да открије шта се заиста догодило.

## Улоге
| Глумац          | Улога         |
| --------------- | ------------- |
| Арон Пипер      | Серхио Сискар |
| Алмудена Амор   | Ана Дусуел    |
| Кристина Ковани | Марта         |
| Ману Риос       | Енеко         |
| Аитор Луна      | Сабрера       |
| Рамиро Блас     | Натанаел      |
| Арија Бедмар    | Грета         |
| Микел Лосада    | Микел         |